# Josanne Lucas
Josanne Lucas (* 14. April 1984 in Scarborough, Tobago) ist eine Leichtathletin aus Trinidad und Tobago, die 2009 bei den Weltmeisterschaften den dritten Platz im 400-Meter-Hürdenlauf erreichte.
Lucas war 2005 Landesmeisterin im 400-Meter-Lauf, 2006 siegte sie im 100-Meter-Hürdenlauf. Bereits bei den Weltmeisterschaften 2005 trat sie über 400 Meter Hürden an, schied aber in der Qualifikation aus. 2006 verbesserte sie ihre persönliche Bestzeit auf 55,29 Sekunden. Danach stagnierten ihre Leistungen, bei den Olympischen Spielen 2008 in Peking schied sie erneut im Vorlauf aus. 2009 verbesserte sie im Mai ihre persönliche Bestleistung und den Landesrekord auf 55,24 Sekunden. In Berlin bei den Weltmeisterschaften 2009 verbesserte sie diese Bestleistung um über zwei Sekunden und gewann in 53,20 Sekunden die Bronzemedaille hinter Melaine Walker und Lashinda Demus.
Bei einer Körpergröße von 1,62 Meter beträgt ihr Wettkampfgewicht 56 Kilogramm. 